# Amrita Rao
Amrita Rao (Mumbai, 7 giugno 1981) è un'attrice e modella indiana.
Ha interpretato Poonam nel film Il mio cuore dice sì assieme a Shahid Kaapoor nel ruolo di Prem. Figlia dell'attore Deepak Rao, ha una sorella che lavora come modella. 

## Filmografia parziale

### Cinema
- Main Hoon Na (मैं हूँ ना), regia di Farah Khan (2004)
- Giù a casa dai miei (Vaah! Life Ho Toh Aisi!), regia di Mahesh Manjrekar (2005)
- Il mio cuore dice sì (Vivah), regia di Sooraj R. Barjatya (2006)
- Athidhi, regia di Surender Reddy (2007)

### Televisione
- Meri Awaaz Hi Pehchaan Hai – serie TV, 92 episodi (2016)